# Popillia dorsofasciata
Popillia dorsofasciata är en skalbaggsart som beskrevs av Leon Fairmaire 1887. Popillia dorsofasciata ingår i släktet Popillia och familjen Rutelidae. Inga underarter finns listade i Catalogue of Life.